# Chapelle Saint-Georges de Penfao
Pour les articles homonymes, voir Chapelle Saint-Georges.
 (février 2024).
La chapelle Saint-Georges est une chapelle située à Guémené-Penfao, en France.

## Localisation
La chapelle est située sur la commune de Guémené-Penfao, dans le département de la Loire-Atlantique.

## Patrimonialité
Le monument est inscrit au titre des monuments historiques en 2004.